# Saison 2016-2017 du SCO d'Angers
Maillots
Chronologie
Saison précédente Saison suivante
La saison 2016-2017 du Angers SCO est la vingt-cinquième saison du club mainoligérien en première division du championnat de France, la deuxième consécutive du club au sommet de la hiérarchie du football français.
Le club évolue en Ligue 1, en Coupe de France et en Coupe de la Ligue.

## Résultats

### Amical
| Date       | Lieu                     | Adversaire            | Résultat | Buteurs pour le SCO                                      | Affluence |
| 12 juillet | Sables-d'Olonne          | Breizh Academie       | 0 - 4    | Doré 35e, Toko-Ekambi 44e (pen.), Mangani 69e, Wissa 85e | -         |
| 16 juillet | La Pommeraye             | Chamois niortais FC   | 0 - 1    | -                                                        | 1 500     |
| 19 juillet | Beaufort-en-Vallée       | US Orléans            | 3 - 1    | Capelle 10e, Sunu 70e, N'Doye 86e                        | -         |
| 23 juillet | Vitré                    | Stade rennais FC      | 0 - 2    | -                                                        | -         |
| 30 juillet | Barbezieux-Saint-Hilaire | Girondins de Bordeaux | 0 - 3    | Sunu 48e, Doré 76e, Pépé 80e                             | -         |
| 3 août     | Vitré                    | EA Guingamp           | 4 - 3    | N'Doye 14e, Toko-Ekambi 24e, Sunu 63e,Martinez 83e       | -         |
| 6 août     | Saumur                   | AFC Bournemouth       | 0 - 1    | -                                                        | -         |

## Retour

### Statistiques
- Premier but de la saison : Famara Diédhiou, 15e minute, lors de la 4e journée de Ligue 1, face au Dijon FCO le 10 septembre 2016
- Premier penalty : Pierrick Capelle, 51e minute, lors du 16e de finale de Coupe de la Ligue, face au FC Nantes le 25 octobre 2016
- Premier doublé : Famara Diédhiou, 26e et 56e minute, lors de la 9e journée de Ligue 1, face au SC Bastia le 15 octobre 2016
- But le plus rapide d'une rencontre :
- But le plus tardif d'une rencontre :
- Plus grand nombre de buts marqué :
- Plus grand nombre de buts encaissés :
- Plus grand nombre de buts marqués dans une rencontre :
- Meilleur classement de la saison en Ligue 1 :
- Moins bon classement de la saison en Ligue 1 :
- Plus grande affluence à domicile :
- Plus grande affluence à l'extérieur :
- Plus petite affluence à domicile :
- Plus petite affluence à l'extérieur :
- Affluence moyenne à domicile :

### Buteurs
| Joueur                | Total | Ligue 1 | Coupe de France | Coupe de la Ligue |
| --------------------- | ----- | ------- | --------------- | ----------------- |
| Famara Diédhiou       | 6     | 6       | 0               | 0                 |
| Nicolas Pépé          | 3     | 3       | 0               | 0                 |
| Pierrick Capelle      | 3     | 1       | 1               | 1                 |
| Karl Toko-Ekambi      | 2     | 2       | 0               | 0                 |
| Cheikh Ndoye          | 2     | 2       | 0               | 0                 |
| Thomas Mangani        | 2     | 0       | 2               | 0                 |
| Mateo Pavlović        | 1     | 1       | 0               | 0                 |
| Ismaël Traoré         | 1     | 1       | 0               | 0                 |
| Billy Ketkeophomphone | 1     | 1       | 0               | 0                 |
| Dickson Nwakaeme      | 1     | 0       | 1               | 0                 |
| Damien Da Silva (csc) | 1     | 1       | 0               | 0                 |
| Total                 | 23    | 18      | 4               | 1                 |

### Passeurs
| Joueur         | Total | Ligue 1 | Coupe de France | Coupe de la Ligue |
| -------------- | ----- | ------- | --------------- | ----------------- |
| Cheikh Ndoye   | 1     | 1       | 0               | 0                 |
| Yoann Andreu   | 1     | 1       | 0               | 0                 |
| Thomas Mangani | 1     | 1       | 0               | 0                 |
| Nicolas Pépé   | 1     | 1       | 0               | 0                 |
| Total          | 4     | 4       | 0               | 0                 |

### Cartons jaunes
| Joueur                | Total | Ligue 1 | Coupe de France | Coupe de la Ligue |
| --------------------- | ----- | ------- | --------------- | ----------------- |
| Yoann Andreu          | 3     | 3       | 0               | 0                 |
| Romain Thomas         | 2     | 2       | 0               | 0                 |
| Pierrick Capelle      | 2     | 2       | 0               | 0                 |
| Billy Ketkeophomphone | 2     | 2       | 0               | 0                 |
| Vincent Manceau       | 2     | 2       | 0               | 0                 |
| Grégory Bourillon     | 1     | 1       | 0               | 0                 |
| Cheikh Ndoye          | 1     | 1       | 0               | 0                 |
| Mathieu Michel        | 1     | 1       | 0               | 0                 |
| Dickson Nwakaeme      | 1     | 1       | 0               | 0                 |
| Baptiste Santamaria   | 1     | 1       | 0               | 0                 |
| Gilles Sunu           | 1     | 1       | 0               | 0                 |
| Pablo Martinez        | 1     | 1       | 0               | 0                 |
| Flavien Tait          | 1     | 0       | 0               | 1                 |
| Mateo Pavlović        | 1     | 0       | 0               | 1                 |
| Nicolas Pépé          | 1     | 0       | 0               | 1                 |
| Total                 | 21    | 18      | 0               | 3                 |

### Cartons rouges
| Joueur                | Total | Ligue 1 | Coupe de France | Coupe de la Ligue |
| --------------------- | ----- | ------- | --------------- | ----------------- |
| Billy Ketkeophomphone | 1     | 1       | 0               | 0                 |
| Romain Thomas         | 1     | 1       | 0               | 0                 |
| Cheikh Ndoye          | 1     | 1       | 0               | 0                 |
| Total                 | 3     | 3       | 0               | 0                 |

### Récompenses individuelles
- France Football
  - Équipe type de la 4e journée en Ligue 1 : Thomas Mangani, Karl Toko-Ekambi